# Abigail Franks
Pour les articles homonymes, voir Franks.
Bilhah Abigail Levy Franks née vers 1696 à Londres et morte en 1756 à New York, est une femme juive ashkénaze d'origine anglaise ayant vécu la majeure partie de sa vie dans la province de New York, en Amérique britannique.
Née à Londres et élevée à New York, elle épouse Jacob Franks, un marchand, lui aussi natif de Londres, ensemble ils auront neuf enfants. Tout en restant attachées à l'observance des traditions juives, elle et sa famille fréquente la bonne société protestante de New York. Les Franks sont considérés comme l'une des familles les plus importantes du New York colonial.
Elle est connue pour la correspondance qu'elle entretient avec son fils aîné, Naphtali, alors que celui-ci déménage en Angleterre. Écrites entre 1733 à 1748, ces lettres décrivent le milieu politique et social de New York au XVIIIe siècle, et documente les phénomènes d'assimilation et de mariage interconfessionnel au sein des familles juives de l'époque. En effet deux des enfants d'Abigail se marient au sein de famille protestante et tous ses petits-enfants sont assimilés. À la fin du XVIII, aucun de ses descendants n'est de confession juive.

## Biographie

### Jeunesse
Bilhah Abigail Levy est née à Londres de Moses (Raphael) Levy, un marchand juif allemand, et de sa femme Richea (Rycha) Asher,,. Elle est la seule fille dans une fratrie de cinq. Son père déménage avec sa famille à New York au début des années 1700 et devient un marchand riche et respecté avec des intérêts commerciaux transatlantiques. Abigail reçoit une «éducation formelle et classique».
Sa mère meurt l'année de ses 11 ans et son père se remarie à Grace Mears, avec qui il aura huit autres enfants.

### Mariage et famille

#### Famille
En 1712, alors âgée de 16 ans, Abigail épouse Jacob Franks (1688–1769), un homme d'affaires juif né à Londres,. Ils restent mariés 44 ans, jusqu'à la mort d'Abigail en 1756.
Le couple a neuf enfants; sept atteignent l'âge adulte,.
- Naphtali Franks (1715-1796) surnommée « Heartsey »
- Phila Franks (1722-1811)
- Richa Franks (c.1717)
- Moses Franks(1718-1789)
- David Franks (1720-1793)
- Sarah Franks (1731-1733)
- Aaron Franks (1732-1738)
- Rebecca Franks (c. 1733-1803) surnommée «Becky»
- Poyer Franks (c. 1734)

#### Religion
La population juive du New York Colonial de cette époque est minuscule, comprenant seulement une cinquantaine de familles. Néanmoins, Abigail dirige une maison juive traditionnelle, comprenant l'observance stricte du sabbat, des fêtes juives et une cuisine casher,. Tous ses enfants reçoivent «l'instruction hébraïque»
La famille était membre de la Congrégation Shearith Israel ; Jacob sera président de la synagogue en 1730,.
Dans le même temps, les Francks sont des membres actifs de la Société new-yorkaise.
Jacob s'établit dans une variété de métiers, comprenant «la traite des esclaves, la course, le commerce général et la navigation»,  et s'enrichit rapidement. Les Franck sont rapidement considérés comme l'une des principales familles du New York coloniale. Résidant sur l'East River, ils vivaient à proximité d'Adolphus Philipse, Frederick et Jacobus Van Cortlandt, Robert Livingston, Abraham de Peyster et Stephen Bayard, tous d'éminents protestants et personnalité politiques. Jacob et son beau-père, Moses Levy, font partie des 11 Juifs qui ont aidé à payer un clocher pour la First Trinity Church à Manhattan, qui sert également de phare pour les navires entrants ,. Nombre d'amis proches d'Abigail sont Chrétiens, elle passe régulièrement les vacances d'été avec eux.
À partir de 1732, Abigail et Jacob commencent à envoyer leurs enfants en Angleterre pour les former au métier familial’. Leurs fils Naphtali et Moïse s'établissent en Angleterre et aident à développer les intérêts commerciaux de leur père dans l'Ancien Monde. David a fait de même à Philadelphie.
Au vu du nombre limité de perspectives de mariage juif dans l'Amérique coloniale, de la proximité de la famille Franks avec la société Protestante de New York et de la bienveillance que celle-ci éprouve envers les mariages interreligieux, il n'est pas étonnant que deux des enfants d'Abigail se soient mariés au sein de familles protestantes. Pourtant Abigail rompt tout contact avec sa fille aînée, Phila, après que celle-ci ait secrètement épousé Oliver De Lancey, héritier d'une famille de marchands huguenots de New York ; Phila se convertit après son mariage’. Jacob, cependant, accepte ce mariage, car il «permet d'allier le clan Franks avec les De Lancey qui sont très introduits dans la bonne société».
David épouse la fille d'un des amis protestants d'Abigail. Naphtali et Moïse ont tous deux épousé deux de leurs cousines germaines juives en Angleterre, mais toute leur progéniture s'est assimilée,. On ne sait pas si les autres enfants d'Abigail se sont mariés.
À la fin du XVIIIe siècle, plus aucun de ses descendants n'est juif.

## Correspondance
Abigail entretint une correspondance importante avec son fils aîné, Naphtali, qu'elle surnomme « Heartsey », un surnom yiddish signifiant « cher cœur », établi en Angleterre. Trente-quatre de ses lettres sont parvenues jusqu'à nous, ainsi qu'une lettre de Jacob, son mari, et deux lettres de David, son fils cadet.
Les lettres couvrent la période du 7 mai 1733 au 30 octobre 1748, et traitent d'une large gamme de sujets : les potins familiaux et communautaires, la politique locale et les observations d'Abigail sur l'état actuel et l'avenir du judaïsme dans l'État colonial de New York.
Si Abigail suit strictement l'observance juive et juge important que ses enfants se marient dans la communauté, elle n'hésite pas à critiquer la pratique religieuse de ses contemporains. Dans ses lettres, elle exprime le désir d'injecter plus de modernité dans la religion pour contrer ses «Many Supersti[ti]ons» (« Nombreuses superstitions ») et dénigre les femmes juives de New York les considérants comme «a Stupid Set of people» (« «un tas de personnes stupides» ») ,.
Elle décrit la vie d'autres femmes juives américaines de l'époque, sa belle-mère, Grace Mears Levy, et la fille aînée de Grace, Rachel Levy, qui épouse Isaac Mendes Seixas, un juif séfarade. Abigail, d'origine juive ashkénaze, ne socialise pas avec les juifs séfarades, bien que certains soient membres de sa synagogue. Elle écrit à son fils au sujet des projets de mariage de Rachel :«The Portugeuze here are in a great ferment abouth it. And think very ill of him» (« Les Portugais, s'agitent beaucoup sur ce sujet. Et ils pensent beaucoup de mal de lui »).
Comme beaucoup de ses contemporains, l'orthographe d’Abigail est assez faible,  mais elle aime et connait la littérature classique et lit régulièrement les magazines contemporains. Elle cite régulièrement dans ses lettres des vers des poètes anglais John Dryden, Alexander Pope et Joseph Addison, ainsi que d'autres écrivains contemporains.

## Portraits de Franks-Lévy

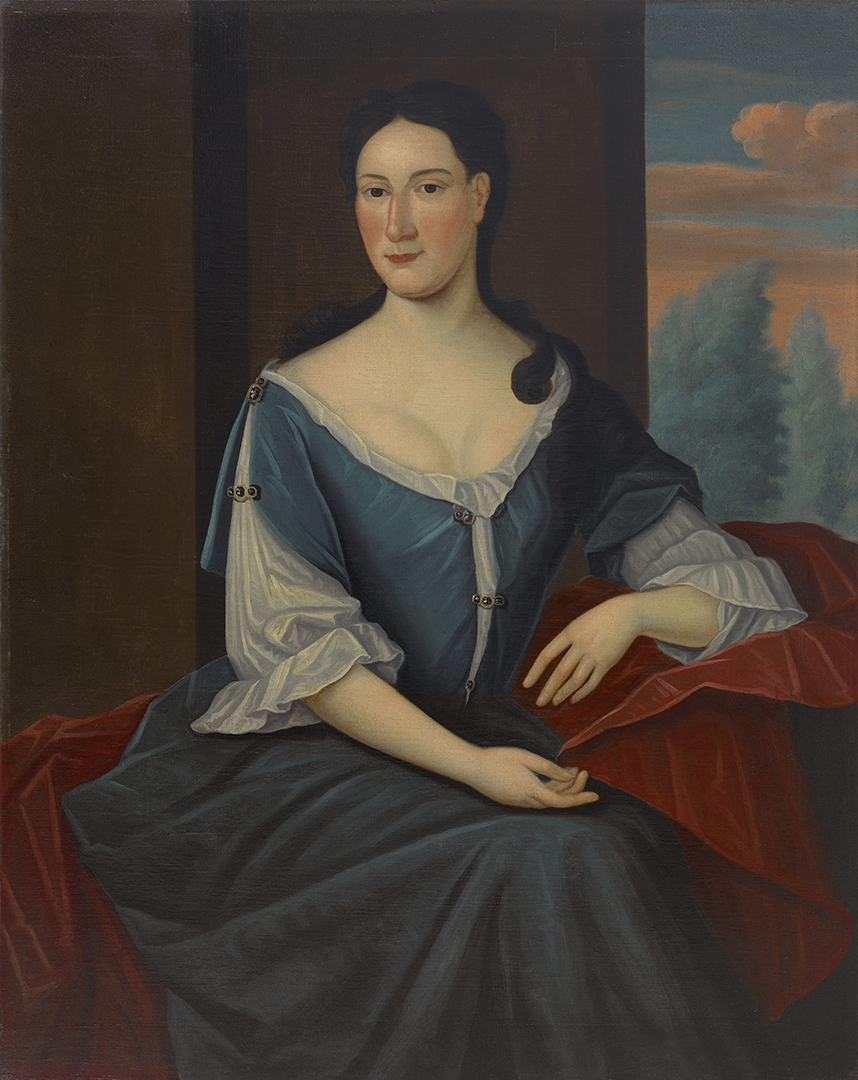
Portrait de Abigail Franks, par Gerardus Duyckinck
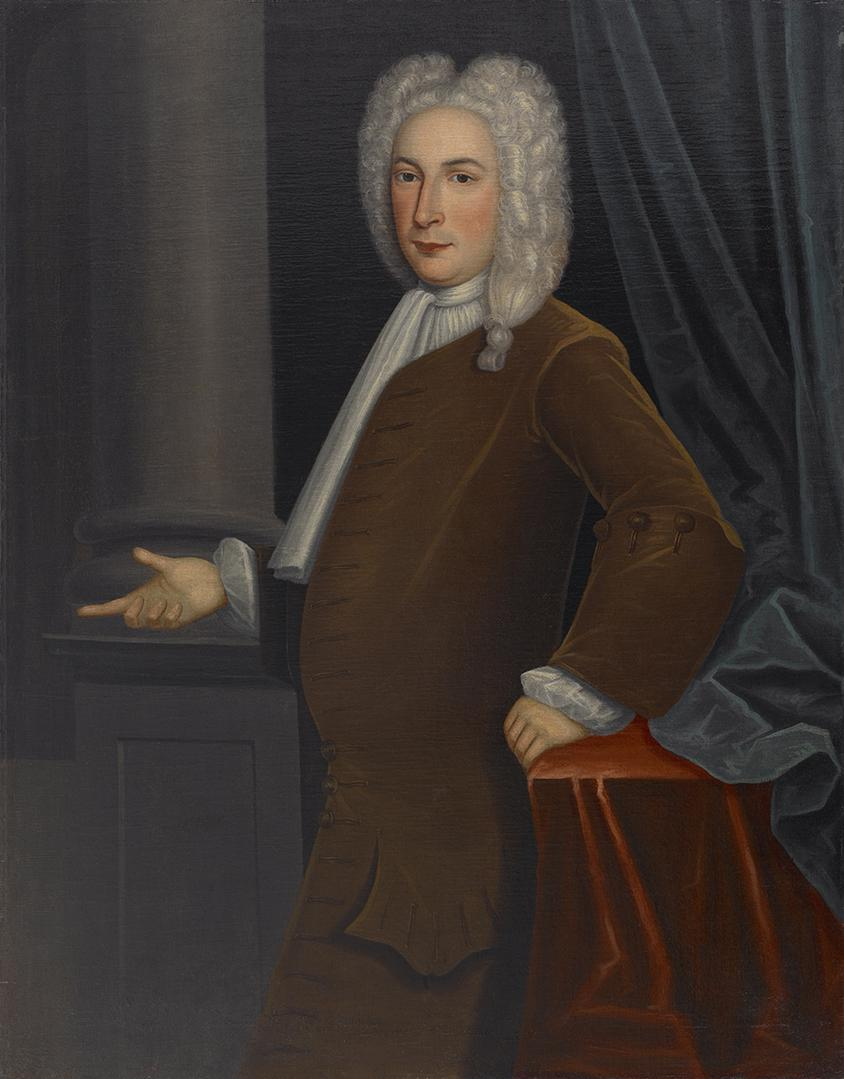
Portrait de Jacob Franks, le mari d'Abigail, par Gerardus Duyckinck
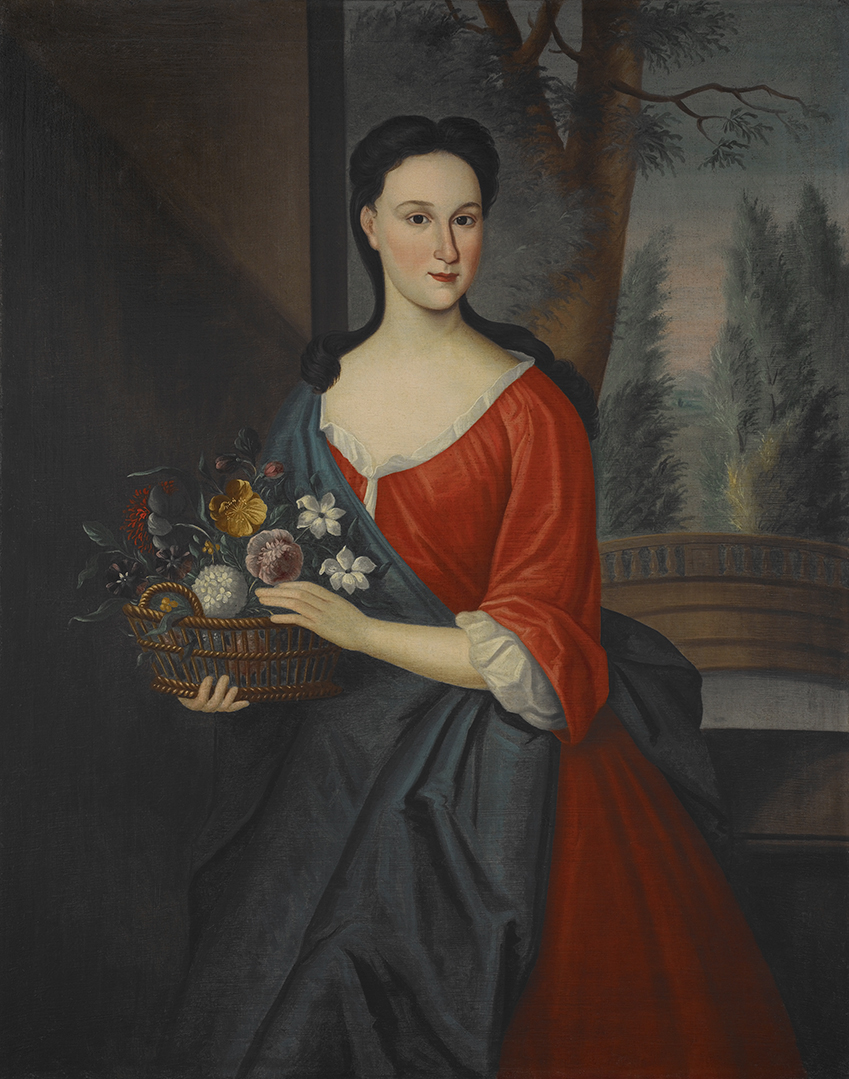
Portrait de Richa Franks, la fille d'Abigail par Gerardus Duyckinck

Abigail mentionne dans sa correspondance avec son fils Naphtali plusieurs commandes de portraits. Les familles Franks et Levy sont connues pour avoir commandé des portraits de leurs familles respectives et pour les envois et échanges de portraits familiaux entre Londres et New-York.
Une série de sept portraits est traditionnellement interprétée  comme une représentation de trois générations de membres de la famille, bien que certains chercheurs aient depuis remis en question l'identité des modèles.
Les tableaux ont été donnés à l'American Jewish Historical Society en 1951 par le capitaine N. Taylor Philips, et sont actuellement conservés au Crystal Bridges Museum of American Art à Bentonville, Arkansas,,.
Ces portraits sont présentés dans des cadres originaux et sont présentés comme « les plus anciens portraits de juifs américains coloniaux conservés et également les plus anciens portraits de séries familiales à avoir survécu ».
Les portraits - représentant Moses Levy, Grace Mears Levy, Jacob Franks, Abigail Franks, Naphtali Franks et deux autres enfants d'Abigail et Jacob - auraient été peints dans les années 1720 et 1730 par Gerardus Duyckinck’. Ces portraits présentent «le costume, le fond et la pose» propres aux portraits classiques d'aristocrates anglais et ne donnent aucune indication sur la religion des sujets.